# Armadillidium anconanum
Armadillidium anconanum är en kräftdjursart som beskrevs av Karl Wilhelm Verhoeff 1928. Armadillidium anconanum ingår i släktet Armadillidium och familjen klotgråsuggor. Inga underarter finns listade i Catalogue of Life.